# Komarove, Ratne
Komarove (în ucraineană Комарове) este un sat în comuna Prohid din raionul Ratne, regiunea Volînia, Ucraina.

## Demografie
Componența lingvistică a localității Komarove
     Ucraineană (99,8%)
     Alte limbi (0,2%)
Conform recensământului din 2001, majoritatea populației localității Komarove era vorbitoare de ucraineană (99,8%), existând în minoritate și vorbitori de alte limbi.